# Inspekcja (spektakl)
Inspekcja – spektakl telewizyjny Teatru Telewizji z 2018 w reżyserii Jacka Raginisa-Królikiewicza o próbach werbowania oficerów polskich więzionych w obozach w Kozielsku, Starobielsku i Ostaszkowie.
Konsultantami historycznymi przy produkcji spektaklu byli Witold Wasilewski i Nikołaj Iwanow.

## Fabuła
Werbunek polskich oficerów w obozach na terenie ZSRR powierzony zostaje Wasilijowi Zarubinowi. Radziecki oficer wykorzystuje tragiczną, pełną niepewności sytuację jeńców, by przekonać ich do współpracy z komunistami. Polakom zależy na zdobyciu każdej informacji, która mogłaby dać jakąkolwiek nadzieję.

## Obsada
- Mariusz Ostrowski jako major Wasilij Zarubin
- Piotr Głowacki jako Józef Stalin
- Zygmunt Malanowicz jako generał Henryk Minkiewicz
- Sławomir Sulej jako Ławrientij Beria
- Przemysław Bluszcz jako Nikołaj Jeżow
- Marcin Kwaśny jako Stanisław Swianiewicz
- Radosław Pazura jako Wacław Komarnicki
- Piotr Seweryński jako pułkownik Tadeusiak
- Michał Staszczak jako Ryszard
- Zbigniew Moskal jako ksiądz Ziółkowski
- Michał Barczak jako Pietrow
- Dariusz Biskupski jako Iwanow
- Ireneusz Kozioł jako pułkownik NKWD
- Michał Szewczyk jako stary lejtnant
- Bogusław Suszka jako Soprunienko
- Artur Krajewski jako więzień
- Marcin Włodarski jako adiutant Zajcew

## Nagrody
Spektakl zdobył w 2018 Grand Prix na Krajowym Festiwalu Teatru Polskiego Radia i Teatru TV „Dwa Teatry” w Sopocie. Jury festiwalowe postanowiło nagrodzić twórców: Grzegorza Królikiewicza, Jacka Raginisa-Królikiewicza, Mariusza Ostrowskiego, Mariana Zawalińskiego (scenografia), Adama Bajerskiego (zdjęcia) i Michała Lorenca (muzyka).